# Schoeller Textil (Deutschland)

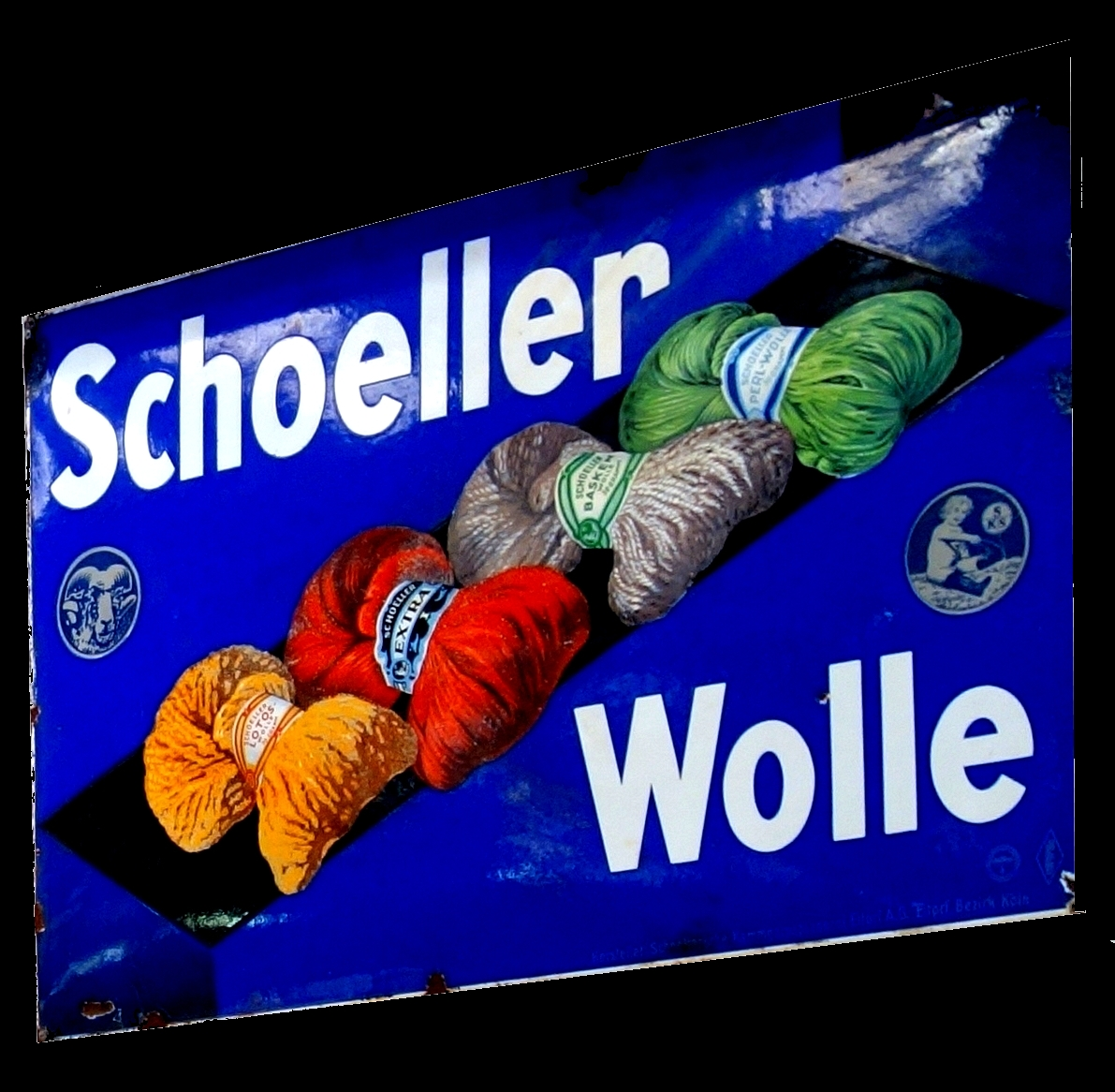
Altes Werbeschild

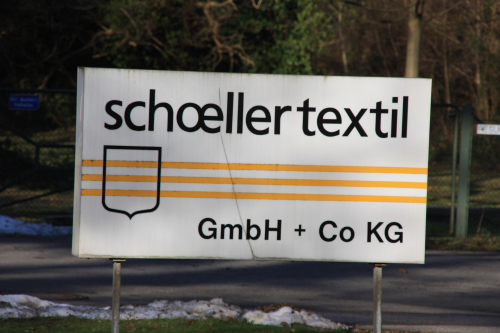
Logo der ehem. Firma Schoeller-Textil

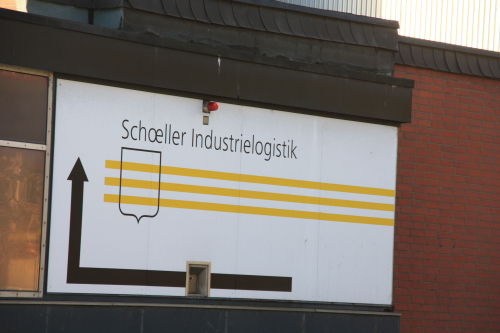
Logo der neuen Firma

Die Firma Schoeller Textil war eine Tuchfabrik im ehemals eigenständigen Ort Köttenich des Ortsteils Huchem-Stammeln der Gemeinde Niederzier im Kreis Düren, Nordrhein-Westfalen.
Der in Schlesien geborene Leopold Schoeller jr. (1862–1907) gründete die Fabrik im Jahre 1889 als Firma Leopold Schoeller jr. & Cie. Gelernt hatte er im Werk seines Vaters (Philipp Eberhard) Leopold Schoeller (1830–1896), der Schoeller’sche Kammgarnspinnerei Breslau und der Teppichfabrik Anker-Teppichboden seines Großvaters Leopold Schoeller in Düren, die seit 1867 unter der Leitung seines Onkels Philipp Nikolaus Schoeller (1833–1904) stand. Er hatte geplant, eine Spinnerei aufzubauen, die die Garne für die Teppichfabrik liefern sollte. Er erwarb als Fabrikgelände die Unterköttenicher Mühle und baute gleichzeitig Werkswohnungen für die Arbeiter.
Für die Teppichgarnspinnerei kaufte Schoeller in England die nötigen Maschinen. Sie wurden durch eine 800 PS starke Dampfmaschine angetrieben. Ein Jahr nach der Firmengründung errichtete Schoeller eine Betriebskrankenkasse. 1900 wurde das Werk erweitert, und zwar um eine Baumwoll-Feinspinnerei und eine Zwirnerei. 1905 brannte die Feinspinnerei völlig ab.
Nach dem Tod von Leopold Schoeller jr. im Jahre 1907 wurde die Firma in eine GmbH umgewandelt, da die Söhne Leopold und Louis noch nicht alt genug waren. 1911 wurde das Unternehmen in eine spezielle Teppichgarnspinnerei, eine sogenannte Bumpspinnerei umgewandelt. Nach dem Ersten Weltkrieg wurde die Leopold Schoeller jr. GmbH & Cie. in eine Kommanditgesellschaft (KG) geändert und im Jahre 1921 erneut erweitert. Bereits ein Jahr zuvor hatte Schoeller Textil fast 1000 Mitarbeiter. Im Jahr 1928 wurden die Dampfturbinen durch Elektromotoren und die bisherigen Selfaktoren durch Ringspinnmaschinen ersetzt.
Vor dem Zweiten Weltkrieg wurde das Unternehmen erheblich modernisiert. Mit rund 65.000 Spindeln zählte es mittlerweile zu den führenden Spinnereien in Deutschland.
Während des Zweiten Weltkriegs wurden die Mitarbeiter und die Firma nach Senden (Bayern) evakuiert. Nach Kriegsende nahm man dann wieder die Produktion in Köttenich auf und stellte zuerst Papiergarn her. Erst ab 1947 lief die erste Baumwollgarn-Produktion wieder an. 1960 trat der Enkel des Firmengründers, Gerd Schoeller, in die Firma ein, die 1972 in Leopold Schoeller jr. GmbH & Cie. KG umbenannt wurde. Mit einem weiteren Leopold Schoeller (* 1951) kam 1983 die vierte Generation in das Unternehmen.
Obwohl Schoeller Textil eine der führenden und umsatzstärksten Spinnereien in Deutschland war, wurde die Textilproduktion am Standort Huchem-Stammeln kurz nach 2000 vollständig eingestellt, nach Litvínov in Tschechien verlagert und letztendlich an den indischen Spentex-Konzern verkauft.
Ab 2003 entstand am Standort Huchem-Stammeln zusammen mit der STS Transport-Service Schmalkalden GmbH die Schoeller Industrielogistik GmbH & Co. KG.